# Hypopteridia fortior
Hypopteridia fortior là một loài bướm đêm trong họ Noctuidae.